# Turismo Pista
El Turismo Pista es una categoría argentina de automovilismo de velocidad. Originalmente creada en 1987 como escisión de la categoría zonal Fórmula 07, pasó por múltiples cambios institucionales hasta su reformulación como categoría nacional a partir de 2001, gracias al reconocimiento adquirido por parte del Automóvil Club Argentino. Originalmente la categoría estaba regida por la Comisión Deportiva Automovilística (CDA) del ACA, pero desde 2024 la misma está regida y fiscalizada por la Asociación Corredores de Turismo Carretera (ACTC), mientras que su administración legal y deportiva corre por cuenta de su propia Asociación, conocida como la Asociación de Pilotos del Turismo Pista (APTP).
Iniciada con orígenes zonales, esta categoría sería reconocida como uno de los principales semilleros de figuras del automovilismo argentino, debido también en gran parte a su accesibilidad en cuanto a costos y a la paridad mecánica de las unidades de su parque automotor. A lo largo de su historia, esta categoría aplicaría una temática similar a la del Turismo Nacional, dividiendo su parque en diferentes clases, dependiendo de la cilindrada o las cualidades de diseño de cada modelo. A partir del año 2015, son tres las categorías que conforman el parque automotor del Turismo Pista.
Desde 2013, la presencia del Turismo Pista en el ambiente automovilístico argentino cobró relevancia gracias a un convenio firmado entre sus autoridades y las del Turismo Competición 2000 para compartir fechas de sus respectivos calendarios con la segunda división de TC 2000, lo que mejoró a su vez la difusión del TP a través de la televisión, gracias a las transmisiones de la productora televisiva Carburando. Desde 2021, el posicionamiento de la categoría es tal, que desarrolla sus campeonatos de manera independiente y contaba con la difusión de Carburando para todo el país. 
En 2024, la Asociación Pilotos Turismo Pista (APTP), decidió dejar de recibir la fiscalización de la CDA del Automóvil Club Argentino para sumarse a la Asociación Corredores Turismo Carretera (ACTC), para que la entidad teceísta fiscalice  y televise sus competencias. Este fue un paso similar que también asumieron otras categorías nacionales como el Turismo Nacional o diversas Federaciones Regionales del país. 

## Historia

### Antecedentes
Los inicios de esta categoría tuvieron lugar en el año 1987, cuando un grupo de pilotos que participaban en la categoría zonal Fórmula 07 (llamada así por la cilindrada nominal de los vehículos que corrían, por lo general menores a 700 cm³, o bien 0.7 litros), decidiera escindirse de dicha categoría, creando una división similar y recibiendo la fiscalización de la ex Regional 1 del Automóvil Club Argentino. De esta forma, se crearía esta nueva categoría bajo el nombre de Asociación de Pilotos y Acompañantes de Formula 07. En su primer acto institucional, fue elegida su primera comisión directiva la cual terminó ungiendo como su presidente a Carlos Nicieza, quien a su vez también participaría como uno de los primeros pilotos en inaugurar esta categoría. En su primer torneo, fueron agrupados vehículos con un tope de cilindrada de hasta 700 cm³, destacándose en su primer parque la presencia de modelos Fiat 600, Renault Dauphine y algunos Citroën 3CV. Tras este primer campeonato, en el año 1988 se celebró una nueva asamblea de la cual fuera electo como presidente el piloto Martín Salaberry, quien el 1 de noviembre de 1988 convoca a una nueva asamblea a fin de firmar un acta fundacional, en la cual se institucionalizaría un nuevo nombre para esta categoría, pasando a denominarse de manera oficial como Asociación de Pilotos de Turismo Promocional, iniciándose de esta forma una nueva etapa en la vida institucional de esta categoría.

### Primeros años
Tras la creación en 1988 de la Asociación de Pilotos de Turismo Promocional, esta nueva institución comenzó a dar forma a los primeros campeonatos de esta categoría. Tras el desarrollo de un Torneo Presentación, cada vez más pilotos mostraron interés en participar en esta categoría, al punto tal de que por primera vez en este año comenzó a ser utilizado el sistema de categorización por Clases, creándose las primitivas Clase 1 y 2. En el año 1990, APTP decide dar un paso muy importante al permitir una apertura reglamentaria a modelos con impulsores de 1100 cm³, lo que permitió recategorizar las Clase 1 y 2, quedando la primera reglamentada para impulsores de hasta 850 cm³ (Fiat 600, Renault Dauphine), mientras que la segunda adoptó como tope los 1100 cm³ (mayoritariamente, Fiat 128). El éxito de las dos categorías del Turismo Promocional, llevaron a sus autoridades a ir por más en la temporada 1991, instituyendo la creación de la Clase 3 y destinándola a unidades con un tope de hasta 1600 cm³. Para el año 1992, la categoría continuó trabajando con sus tres clases, pero iniciando un fuerte proceso de reformulación. En la Clase 1, se elevó el tope de cilindrada permitiendo el ingreso de los modelos Fiat 147, mientras que a los Fiat 128 de la Clase 2, comenzaron a sumarse los primeros Fiat Uno. Por su parte, la Clase 3 comenzó a ser dominada por los modelos de la marca Volkswagen, siendo el más requerido el Volkswagen Gacel. Estas reformas y reformulaciones reglamentarias, además de dar paso a la renovación, también implicaron el retiro de los modelos fundacionales de esta categoría: Los Fiat 600 y Renault Dauphine.

### Años 2000
En la década del 2000 comenzó un recambio generacional de importancia. Al cese de la Clase 1 y su fusión con la Clase 2, también comenzaba la despedida de los modelos históricos de ambas clases, como lo fueron los Fiat 128 y 147 y la consolidación de un nuevo modelo para la Clase 2: El Fiat Uno. Por su parte, en la Clase 3, los Volkswagen Gol AB9 comenzaban a hacer su aparición dominando las acciones en casi todas las temporadas de la década. 
Pero lo que terminó de marcar el curso de la historia de la categoría, fue la decisión de elevar ante la Comisión Deportiva de Automovilismo del Automóvil Club Argentino, la solicitud de convertir al Turismo Pista en categoría de nivel nacional. En este aspecto y con el objetivo satisfacer los lineamientos de una categoría nacional, fueron creados el Departamento de Promoción y Marketing, la Comisión Técnica y la Oficina de Prensa entre otros. A su vez, fue elegida una nueva comisión directiva, presidida por Claudio Vázquez, quien permaneció en el cargo hasta el año 2011.
La primera carrera del Turismo Pista como categoría nacional se desarrolló el domingo 18 de marzo de 2001 en el Circuito 8 del Autódromo de Buenos Aires con la participación de las Clases 2 y 3. Los ganadores de ese fin de semana fueron Jorge Oliverio (Fiat 128) en Clase 2 y Sebastian Colombo (VW Gol) en Clase 3.
En 2017 fue elegido como presidente Miguel Ángel Bongioanni, quien se desempeñó al frente de la categoría hasta el año 2022, encabezando varias comisiones directivas. Su última elección fue para el período 2019-2021, el cual se había prorrogado a 2022, sin embargo no pudo completar su mandato ya que le sobrevino la muerte el 16 de marzo de ese año. Durante su presidencia, la categoría experimentó un crecimiento exponencial en cuanto a su parque automotor y su presencia en el calendario argentino de automovilismo nacional, a la vez de continuar su alianza de difusión a través de la productora televisiva Carburando. Tras su deceso, fue sucedido por su vicepresidente Juan Pablo Peloso, quien continuó la labor iniciada por Bongioanni.
Sin embargo, la historia del Turismo Pista no estuvo exenta de polémicas, ya que tras más de diez años de haber sido elevada a categoría de nivel nacional, a finales de 2023 su Comisión Directiva informó el inicio de conversaciones con directivos de la Asociación Corredores de Turismo Carretera, con el fin de traspasar la fiscalización de sus competencias a la órbita de este organismo y a su vez, rompiendo relaciones con la Comisión Deportiva de Automovilismo del Automóvil Club Argentino, argumentando disconformidad en el trato refrendado por la CDA en la última temporada. Finalmente, las negociaciones con ACTC llegaron a buen puerto y a partir de la temporada 2024, la Comisión Asesora y Fiscalizadora (CAF) de la ACTC, se hizo cargo de la fiscalización de las competencias del Turismo Pista.

## Clases del Turismo Pista
En un formato similar al implementado por el Turismo Nacional, el Turismo Pista establece un sistema de clasificación de sus unidades, dividiendo su parque automotor en diferentes clases, cuyas reglamentaciones quedan definidas a partir de la motorización y de las bondades mecánicas de sus unidades. 
Inicialmente, el Turismo Pista (nacido oficialmente como "Turismo Promocional") disputó un único campeonato en 1989, en el cual sus unidades estaban agrupadas en una única clase. Tras ese campeonato, se decide dividir el parque automotor creando las clases A y B, las cuales desarrollaron dos torneos en 1990 y 1991. La apertura reglamentaria a unidades de cilindrada superior a los 1000 cm³, permitiría a partir de 1992 la creación de tres nuevas categorías que reemplazaron a las Clases A y B, siendo estas conocidas como Clases 1, 2 y 3. La Clase 1 acompañaría a las otras dos clases hasta la temporada 1999, quedando definitivamente las Clases 2 y 3 como las más longevas de esta categoría. Finalmente, en el año 1997 y en forma única, se crearía la Clase 4, no pasando su participación de esa temporada.
A partir del año 2015, volverían a ser tres las clases homologadas por la categoría. Asimismo y para reducir costos de mantenimiento y equiparar a sus competidores, comenzaría a ser homologado el uso de motores únicos, con topes de cilindradas de entre 1400 y 1600 cm³ dependiendo de las clases, siendo estos motores el Fiat TIPO en el caso de los 1.4, y el Audi AP827 en el caso de los 1.6. Las categorías homologadas y definidas por el Turismo Pista, son las siguientes:
- Clase 1: Compuesta exclusivamente por modelos Fiat Uno con motor TIPO 1.4, homologados para la Clase 2 hasta el año 2014.[17]

- Clase 2: Compuesta por modelos del segmento B de distintas marcas (Chevrolet Corsa, Chevrolet Celta, Suzuki Fun, Fiat Palio, Fiat Uno Way, Ford Ka, Volkswagen UP, Fiat 500, Renault Kwid, Fiat Mobi) con tope máximo de hasta 1400 cm³ de cilindrada y equipados con impulsores Fiat TIPO de 1.4 litros.[18]

- Clase 3: Compuesta por modelos del segmento B de distintas marcas (Chevrolet Classic, Chevrolet Onix, Citroën DS3, Fiat Palio, Fiat Punto, Ford Fiesta KD, Renault Clio, Peugeot 206, Peugeot 208, Toyota Etios, Volkswagen Gol, Fiat Argo, Volkswagen Voyage.), con tope máximo de hasta 1600 cm³ de cilindrada y equipados con impulsores Audi AP827 de 1.6 litros.[19]

## Campeones
| Año     | Piloto         | Carreras         |
| ------- | -------------- | ---------------- |
| 1989    | Carlos Nicieza | Renault Dauphine |
| Fuente: |                |                  |

| Año     | Piloto    | Carreras         |
| ------- | --------- | ---------------- |
| 1990    | Hugo Díaz | Renault Dauphine |
| 1991    | Hugo Díaz | Renault Dauphine |
| Fuente: |           |                  |

| Año     | Piloto             | Carreras |
| ------- | ------------------ | -------- |
| 1990    | Guillermo Visconti | Fiat 128 |
| 1991    | Marcelo Erasum     | Fiat 128 |
| Fuente: |                    |          |

| Año     | Piloto           | Carreras         |
| ------- | ---------------- | ---------------- |
| 1992    | Roberto Elías    | Renault Dauphine |
| 1993    | Marcelo Guijo    | Fiat 147         |
| 1994    | Adolfo Baudone   | Fiat 147         |
| 1995    | Francisco Días   | Fiat 147         |
| 1996    | Diego Fangio     | Fiat 600         |
| 1997    | Marcelo Soria    | Fiat 147         |
| 1998    | Edgardo Tango    | Fiat 147         |
| 1999    | Sergio Bertisch  | Fiat 147         |
| 2015    | Yair Etcheveste  | Fiat Uno         |
| 2016    | Gastón Iansa     | Fiat Uno         |
| 2017    | Valerio Diamante | Fiat Uno         |
| 2018    | Lucas Bayala     | Fiat Uno         |
| 2019    | Luciano Martinez | Fiat Uno         |
| 2020    | Daniel Crevatin  | Fiat Uno         |
| 2021    | Matias Álvarez   | Fiat Uno         |
| 2022    | Adrián Oubiña    | Fiat Uno         |
| 2023    | Miguel Cangelaro | Fiat Uno         |
| 2024    | Francisco Suárez | Fiat Uno         |
| 2025    |                  | Fiat Uno         |
| Fuente: |                  |                  |

| Año     | Piloto              | Carreras                 |
| ------- | ------------------- | ------------------------ |
| 1992    | Ricardo Lázaro      | Fiat 128                 |
| 1993    | Daniel Barabas      | Fiat 128                 |
| 1994    | Daniel Barabas      | Fiat 128                 |
| 1995    | Alberto Trebbiani   | Fiat 128                 |
| 1996    | Omar Rodríguez      | Fiat 128                 |
| 1997    | Omar Rodríguez      | Fiat 128                 |
| 1998    | Guillermo Pianca    | Fiat 128                 |
| 1999    | Sergio Crea         | Fiat 128                 |
| 2000    | Guillermo Pianca    | Fiat 128                 |
| 2001    | Edgardo Tango       | Fiat 147                 |
| 2002    | Hernán Bao          | Fiat 128                 |
| 2003    | Sergio Arena        | Fiat Uno                 |
| 2004    | Martín Otero        | Fiat Uno                 |
| 2005    | Pablo Minardi       | Fiat Uno                 |
| 2006    | Pablo Minardi       | Fiat Uno                 |
| 2007    | Gabriel Pagano      | Fiat Uno                 |
| 2008    | Alejandro Losiggio  | Fiat Uno                 |
| 2009    | Marcos D'Agostino   | Fiat Uno                 |
| 2010    | Marcos D'Agostino   | Fiat Uno                 |
| 2011    | Maximiliano Cáceres | Fiat Uno                 |
| 2012    | Fernando Lastau     | Fiat Uno                 |
| 2013    | Horacio Évolo       | Fiat Uno                 |
| 2014    | Horacio Évolo       | Fiat Uno-Chevrolet Celta |
| 2015    | Luis Bessone        | Chevrolet Corsa          |
| 2016    | Joaquín Telo        | Ford Ka Viral            |
| 2017    | Andrés Cicarelli    | Ford Ka Viral            |
| 2018    | Renzo Cerretti      | Ford Ka Viral            |
| 2019    | Luigi Melli         | Chevrolet Corsa          |
| 2020    | Cristian Garbiglia  | Chevrolet Corsa          |
| 2021    | Santiago Tambucci   | Chevrolet Celta          |
| 2022    | Alejo Cravero       | Volkswagen Up            |
| 2023    | Yair Etcheveste     | Chevrolet Corsa          |
| 2024    | Santiago Lantella   | Chevrolet Corsa          |
| 2025    |                     |                          |
| Fuente: |                     |                          |

| Año     | Piloto                             | Carreras             |
| ------- | ---------------------------------- | -------------------- |
| 1992    | Claudio Vázquez - Carlos Nicieza   | Volkswagen Gacel     |
| 1993    | Christian Máspoli - Claudio Colman | Volkswagen Gacel     |
| 1994    | Christian Máspoli - Claudio Colman | Volkswagen Gacel     |
| 1995    | Claudio Vázquez                    | Volkswagen Gacel     |
| 1996    | Claudio Vázquez                    | Volkswagen Gacel     |
| 1997    | Alberto Trebbiani                  | Volkswagen Gacel     |
| 1998    | Diego Leston                       | Volkswagen Gol       |
| 1999    | Diego Leston                       | Volkswagen Gol       |
| 2000    | Juan José Calderone                | Volkswagen Gol       |
| 2001    | Sebastián Colombo                  | Volkswagen Gol       |
| 2002    | Gastón Caserta                     | Volkswagen Gol       |
| 2003    | Marcelo Ferrand                    | Volkswagen Gol       |
| 2004    | Diego Leston                       | Volkswagen Gol       |
| 2005    | Leandro Sarlinga                   | Volkswagen Gol       |
| 2006    | Gastón Caserta                     | Volkswagen Gol       |
| 2007    | Jorge Baliñas                      | Volkswagen Gol       |
| 2008    | Sebastián Colombo                  | Volkswagen Gol       |
| 2009    | Christian Bodrato Mionetto         | Volkswagen Gol       |
| 2010    | Alejandro Losiggio                 | Ford Escort          |
| 2011    | Gastón Grasso                      | Volkswagen Gol       |
| 2012    | Lucas Yerobi                       | Volkswagen Gol       |
| 2013    | Emiliano González                  | Volkswagen Gol       |
| 2014    | Pablo Guillermo Collazo            | Volkswagen Gol Trend |
| 2015    | Pablo Vuyovich                     | Renault Clio II      |
| 2016    | Horacio Évolo                      | Renault Clio II      |
| 2017    | Juan Cruz Talamona                 | Renault Clio II      |
| 2018    | Gonzalo Antolín                    | Chevrolet Classic    |
| 2019    | Mauro Salvi                        | Toyota Etios         |
| 2020    | Pablo Vuyovich                     | Ford Fiesta Kinetic  |
| 2021    | Lucas Petracchini                  | Renault Clio         |
| 2022    | Thiago Martínez                    | Renault Clio         |
| 2023    | Exequiel Bastidas                  | Toyota Etios         |
| 2024    | Exequiel Bastidas                  | Toyota Etios         |
| 2025    |                                    |                      |
| Fuente: |                                    |                      |

| Año     | Piloto         | Carreras         |
| ------- | -------------- | ---------------- |
| 1997    | Rubén González | Ford Sierra Ghia |
| Fuente: |                |                  |

## Pilotos reconocidos que participaron en esta categoría
- Esteban Gini (Clase 2 2010)
- Matías Devoto (Clase 3 2011)
- Martín Laborda (Clase 2 2014)
- Federico Panetta (Clase 2 2014)
- Agustín Herrera (Clase 3 2015; Clase 2 2023)
- Gabriel Zughella (Clase 3 2015)
- Juan Bautista De Benedictis (Clase 3 2016)
- Juan Cruz Federici Di Palma (Clase 2 2017)
- Marcelo Bugliotti (Clase 2 2020)
- Fernando Iglesias II (Clase 2 2021, 2023, 2024)
- Ezequiel Bosio (Clase 2 2023; Clase 3 2024)
- Renzo Blotta (Clase 2 2023)
- Nicolás Posco (Clase 3 2023)
- Adrián Oubiña (Campeón Clase 1 2022; Clase 3 2023, 2024)
- Gastón Rossi (Clase 3 2023, 2024)